# Моранн-сюр-Сарт-Домре
Моранн-сюр-Сарт-Домре (фр. Morannes sur Sarthe-Daumeray) — муніципалітет у Франції, у регіоні Пеї-де-ла-Луар, департамент Мен і Луара. Моранн-сюр-Сарт-Домре утворено 1 січня 2017 року шляхом злиття муніципалітетів Домре i Моранн-сюр-Сарт. Адміністративним центром муніципалітету є Моранн-сюр-Сарт. Населення — 3682 особи (01.01.2021).